# Tilloclytus clavipes
Tilloclytus clavipes är en skalbaggsart som beskrevs av Bates 1885. Tilloclytus clavipes ingår i släktet Tilloclytus och familjen långhorningar.
Artens utbredningsområde är Guatemala. Inga underarter finns listade i Catalogue of Life.